# Mercados campesinos

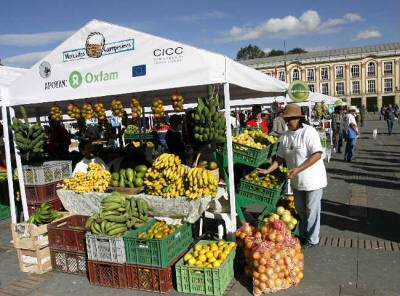
Escena durante un mercado campesino en la plaza de Bolívar en el centro histórico de Bogotá D. C. Colombia

Son espacios donde los productores campesinos ofrecen sus productos a los consumidores. Se caracterizan por tener bajos niveles de intermediación comercial, que generalmente se limita a que una persona o familia campesina distribuye productos de otros familiares o vecinos, función que puede irse rotando. En el caso de los compradores, la mayoría son consumidores finales, aunque también es común la presencia de personas que abastecen restaurantes, servicios de alimentación de empresas, tiendas, etc. La oferta en su mayoría consiste en alimentos frescos como hortalizas, tubérculos, frutas y plantas aromáticas y medicinales; también se ofrecen carnes y lácteos, alimentos procesados tradicionales (arepas, tortillas, tortas, postres, bebidas fermentadas, etc.) y en algunos casos alimentos preparados (desayunos, almuerzos, bebidas calientes), artesanías, productos apícolas y medicinales, entre otros. El medio de intercambio es el dinero, pero es común que se den algunas transacciones no monetarias o trueques, principalmente entre los mismos productores campesinos, quienes cambian directamente unos productos por otros.
La oferta de productos agropecuarios por parte de los mismos agricultores se remonta al establecimiento de las primeras sociedades sedentarias; esta práctica tuvo gran desarrollo en civilizaciones como las de la antigua Persia o la Azteca. El origen de los mercados campesinos estaría vinculado al surgimiento de una clase social campesina, que en Europa se remontaría al siglo XV con la transición del modelo feudal al mercantilista, lo que permitió que los productores agropecuarios de pequeña escala, basados en la mano de obra familiar, pasaran a tener control de sus tierras y a comercializar directa y libremente su producción, especialmente en los mercados locales. En América Latina, la aparición de los campesinos como grupo social diferenciado de los indígenas, los españoles y los africanos, está relacionada con el mestizaje y se remonta al siglo XVII, siendo un aspecto distintivo la noción de propiedad privada de la tierra, junto con la producción familiar a pequeña escala. Durante la etapa colonial y republicana, este tipo de mercados imitaban a los que desarrollaron durante siglos los pobladores nativos, y se realizaban generalmente en las plazas o parques principales, siendo el canal de abastecimiento de alimentos más importante para los pobladores urbanos. Con la consolidación de las centrales mayoristas y de los canales modernos de comercialización de alimentos de tipo capitalista o de retail en el siglo XX, los mercados campesinos y sus similares indígenas fueron reduciéndose hasta el punto de desaparecer en algunos lugares, pero en las últimas décadas han venido siendo impulsados nuevamente por organizaciones de la sociedad civil como la Vía Campesina, la academia y algunos gobiernos nacionales y territoriales.
En la actualidad los mercados campesinos también son conocidos como ferias del agricultor, ferias de productores, ferias libres, farmers markets entre otras denominaciones. Algunos mercados combinan tradiciones campesinas e indígenas, como los tianguis en México, los tambos en Bolivia y las mingalerías en Colombia. Son relacionados con otras categorías conceptuales como los circuitos cortos de comercialización o de proximidad, las redes alimentarias alternativas y los mercados locales. Así mismo, también son mencionados en los principios de la soberanía alimentaria y la agroecología contemporáneas, aunque buena parte de la producción campesina continúa utilizando insumos y aditivos de síntesis química.
La agricultura campesina es el principal responsable de la seguridad alimentaria y nutricional de la humanidad, pero la mayor parte de su oferta no es comercializada directamente por los productores. La recuperación de los mercados campesinos es una estrategia promisoria para lograr un sistema agroalimentario global más equitativo y sostenible.

## Mercados Campesinos de la Región Central de Colombia
La iniciativa denominada Mercados Campesinos surgió en Colombia, en el año 2004 como una propuesta político-económica de varias organizaciones campesinas que producen alimentos en una gran zona denominada Región Central que rodea la capital del país, y que se extiende en cuatro departamentos ubicados en la Cordillera Oriental, ramal de la gran Cordillera de los Andes. Se trata de llevar ellos mismos los alimentos a la ciudad tratando de eliminar las cadenas de intermediarios, que en Colombia tienen muchos eslabones que no agregan valor, encareciendo innecesariamente los productos al consumidor pero disminuyendo el ingreso de los productores directos. Estos Mercados Campesinos son una versión colombiana de los denominados mercado de productores o farmers' markets

## Una iniciativa para el mercado local
Los Mercados Campesinos consisten esencialmente en que los campesinos en Colombia van a diferentes parques de la ciudad capital a vender ellos mismos sus productos agropecuarios. Esos mercados han llegado a contar con la presencia de hasta 2000 campesinos provenientes de más de 60 municipios y continúan creciendo en oferta y calidad. De esta forma los Mercados Campesinos benefician a los consumidores urbanos, pues sus mercancías alimentarias y artesanales logran precios entre 15 y el 30 por ciento más económicos que en los grandes almacenes de cadena. Los mismos campesinos por su parte mejoran sus ingresos y sus relaciones mercantiles.
Los campesinos dedicados a sus actividades rurales, y vinculados con el mercado de la ciudad mediante intermediarios, han sido tradicionalmente aislados y desconocedores de los gustos y exigencias del complejo mercado urbano, que como el de Bogotá representa cerca de ocho millones de consumidores de todas las clases sociales. Al llegar a más de diez parques de la ciudad, estos representantes de las comunidades campesinas, han creado relaciones comerciales con clientes habituales con consecuencias positivas en la calidad de los productos agropecuarios, muchos de ellos ecológicamente limpios.

## Historia
Las organizaciones campesinas ante la formulación de la política capitalina de seguridad alimentaria para Bogotá en el año 2004 consideraron necesario incidir y contribuir en el diseño de esa política, buscando hacer visible al campesinado, que por sectores académicos oficiales han sido tradicionalmente considerados como un sector atrasado o han sido víctimas de los conflictos internos armados colombianos, como en el caso de los desplazados internos.

## Soberanía alimentaria
La orientación de esta experiencia se relaciona con la definición de una política de soberanía alimentaria con autogestión, que contribuya a fortalecer las redes de producción de alimentos para el mercado nacional colombiano, frente a la dependencia de la producción subsidiada de mercancías agroindustriales provenientes del mercado globalizado, desarrollados muchos con técnicas de manipulación genética, conocidos como alimentos transgénicos.
La región que rodea a Bogotá, en particular los departamentos de Boyacá y Cundinamarca tienen una estructura agropecuaria en la que son de gran importancia las economías pequeñas y mediana de tipo campesino. Según el Plan Maestro de Abastecimiento de Alimentos para el Distrito Capital (PMAAB), esta economía provee más de la mitad de alimentos que ingresan a Bogotá.

## Organizaciones campesinas organizadoras
El programa de Mercados Campesinos y Populares es promovido por la Alianza campesina y Comunal, el cual está integrado por la Asociación Departamental de Usuarios Campesinos de Cundinamarca - ADUC; Asociación Nacional de Mujeres Campesinas, Negras e Indígenas de Colombia - Anmucic y la Mutual Comunal Agroalimentaria - Agrocomunal
Este programa se ha realizado sobre dos pilares: por una parte la incidencia del campesinado organizado en el diseño y ejecución de la política pública de seguridad alimentaria para Bogotá y en la política agropecuaria en los municipios y los departamentos de la región central del país; y, por otra parte, la obtención de una participación económica más justa para las familias campesinas que pueden comercializar de manera más directa de sus productos, con precios más equitativos para vendedor y comprador.

## Apoyos y receso
La Alcaldía Mayor de Bogotá a través de la Secretaría Distrital de Desarrollo Económico, apoyaron este proceso durante más de una década, pero en la administración del Alcalde Enrique Peñalosa, se abandonó el tema con argumentos de eficiencia comercial, por lo que el proceso de mercados campesinos en Bogotá ha entrado en declive, permaneciendo en algunas localidades.
Varias organizaciones internacionales como OXFAM y algunos alcaldes municipales de la región central del país y localidades de Bogotá, acompañaron este proceso.

### Videos relacionados
- Mercado en la Plaza de Bolívar de Bogotá feb 2010
- Mercado campesino en la localidad de Suba, Bogotá